# Lödösevägen

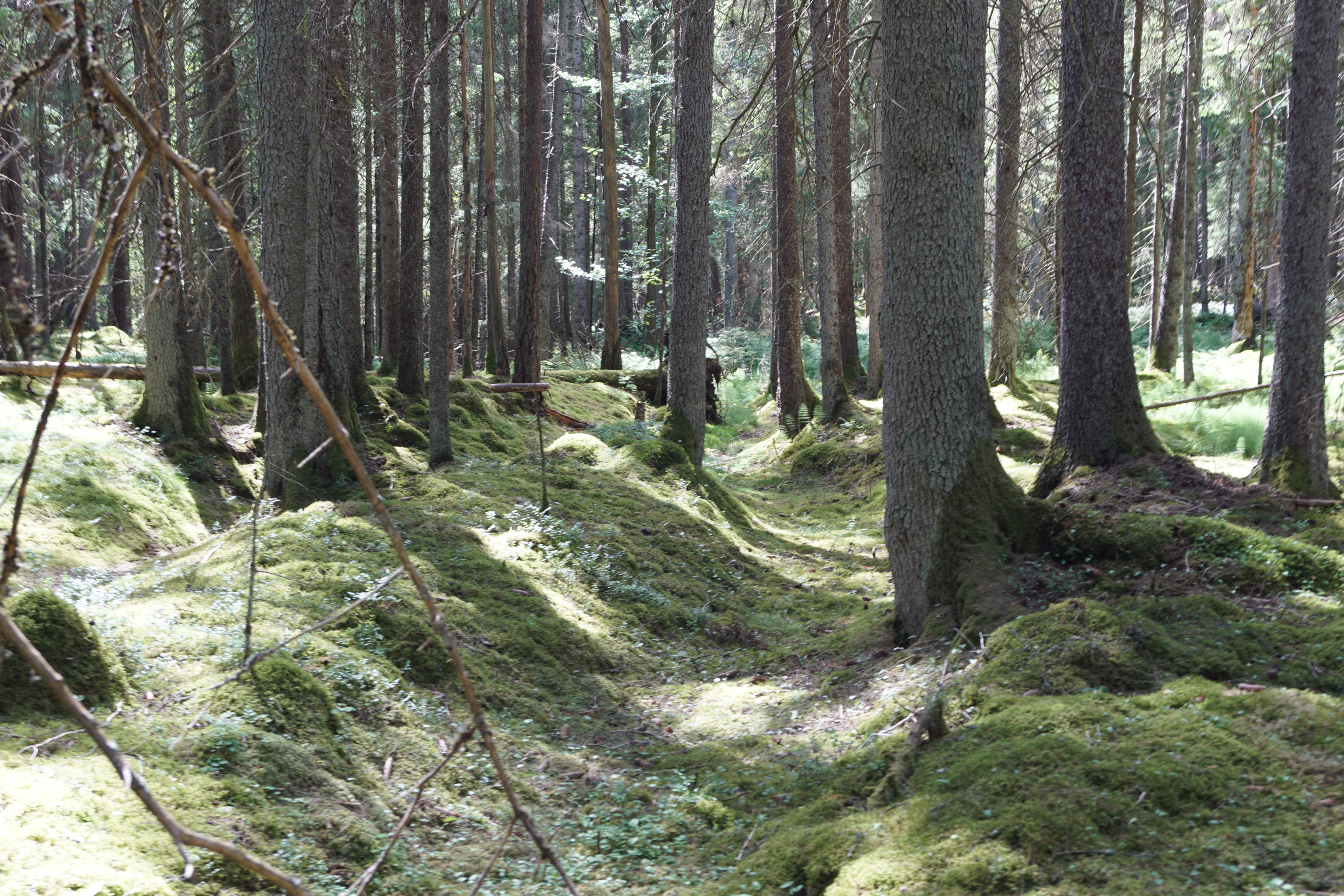
Hålväg i naturreservatet Slereboåns dalgång nära byn Röserna i Risveden.

Lödösevägen var en medeltida ridväg som gick från Lödöse till Skara. På sträckan mellan Lödöse och Sollebrunn sträckte den sig genom Skepplanda, Hålanda och Erska socknar och till stor del genom vildmarksområdet Risveden. Huvudleden passerade förbi det före detta gästgiveriet i Verle och Livereds säteri på väg mot Gräfsnäs och Sollebrunn. Fortfarande finns spår av hålvägar vid det övergivna hemmanet Mökhult och i naturreservatet Slereboåns dalgång nära byn Röserna i Skepplanda socken och vid torpet Krogen och vid gårdarna Klovet och Heden i Hålanda socken. Vägen är säkert omnämnd 1285, men redan i Hallfred Vandrädaskalds saga (Hallfredarsaga Vandrædaskalds), från omkring 1200, berättas om en färd företagen av islänningen Hallfred Vandrædaskald, den mest kände av norske kung Olav Tryggvasons skalder. Mellan Lödöse och Mellby norr om Sollebrunn utsattes han för två mordförsök.